# Păltinișu, Ialomița
Păltinișu este un sat în comuna Perieți din județul Ialomița, Muntenia, România.